# Suddia
Suddia là một chi thực vật có hoa trong họ Hòa thảo (Poaceae).

## Loài
Chi Suddia gồm các loài: